# Арі Ган
Аренд «Арі» Ган (нід. Arend "Arie" Haan; нар. 16 листопада 1948, Фінстерволде, Нідерланди) — нідерландський футболіст, що грав на позиції півзахисника. По завершенні ігрової кар'єри — тренер.
Виступав за національну збірну Нідерландів.
Триразовий чемпіон Нідерландів. Триразовий володар Кубка Нідерландів. Володар Кубка Бельгії. Триразовий чемпіон Бельгії. Володар Суперкубка Бельгії. Триразовий володар Кубка чемпіонів УЄФА. Володар Міжконтинентального кубка. Триразовий володар Суперкубка УЄФА. Дворазовий володар Кубка Кубків УЄФА. Чемпіон Бельгії (як тренер). Володар Кубка Бельгії (як тренер). Володар Кубка Кіпру (як тренер).

## Клубна кар'єра
Вихованець футбольної школи клубу «Аякс». Дорослу футбольну кар'єру розпочав 1969 року в основній команді того ж клубу, в якій провів шість сезонів, взявши участь у 132 матчах чемпіонату. Більшість часу, проведеного у складі «Аякса», був основним гравцем команди. За цей час тричі виборював титул чемпіона Нідерландів, ставав володарем Кубка чемпіонів УЄФА (також тричі), володарем Міжконтинентального кубка, володарем Суперкубка УЄФА.
Своєю грою за цю команду привернув увагу представників тренерського штабу клубу «Андерлехт», до складу якого приєднався 1975 року. Відіграв за команду з Андерлехта наступні шість сезонів своєї ігрової кар'єри. Граючи у складі «Андерлехта» також здебільшого виходив на поле в основному складі команди. За цей час додав до переліку своїх трофеїв титул чемпіона Бельгії, знову ставав володарем Суперкубка УЄФА (двічі), володарем Кубка Кубків УЄФА (двічі).
Протягом 1981—1983 років захищав кольори команди клубу «Стандард» (Льєж). За цей час додав до переліку своїх трофеїв ще два титули чемпіона Бельгії.
Завершив професійну ігрову кар'єру у клубі ПСВ, за команду якого виступав протягом 1983—1984 років.

## Виступи за збірну
1969 року дебютував в офіційних матчах у складі національної збірної Нідерландів. Протягом кар'єри у національній команді, яка тривала 15 років, провів у формі головної команди країни лише 35 матчів, забивши 6 голів.
У складі збірної був учасником чемпіонату світу 1974 року у ФРН, де разом з командою здобув «срібло», чемпіонату світу 1978 року в Аргентині, де разом з командою здобув «срібло», чемпіонату Європи 1980 року в Італії.

## Кар'єра тренера
Розпочав тренерську кар'єру відразу ж по завершенні кар'єри гравця, 1984 року, очоливши тренерський штаб клубу «Антверпен».
1986 року став головним тренером команди «Андерлехт», тренував команду з Андерлехта лише один рік.
Згодом протягом 1987—1990 років очолював тренерський штаб клубу «Штутгарт».
1990 року прийняв пропозицію попрацювати у клубі «Нюрнберг». Залишив нюрнберзький клуб 1991 року.
Протягом 2 років, починаючи з 1991, був головним тренером команди «Стандард» (Льєж).
1994 року був запрошений керівництвом клубу ПАОК очолити його команду, з якою пропрацював до 1995 року.
З 1995 і по 1997 рік очолював тренерський штаб «Феєнорда», після чого ще на один сезон повернувся до «Андерлехта».
Протягом 1999–2001 років встиг попрацювати у Греції з командою ПАОК, на Кіпрі з «Омонією» та в Астріх з «Аустрією» (Відень).
2002 року був запрошений керівництвом збірної Китаю, з якою пропрацював до 2004 року, в якому очолювана ним збірна здобула «срібло» на домашньому розіграші кубка Азії.
З 2006 і по 2007 рік очолював тренерський штаб збірної Камеруну, встигнувши до того деякий час провести в іранському «Персеполісі».
2008 року став головним тренером збірної Албанії, тренував збірну Албанії лише один рік.
З 2009 року на тривалий час повернувся до Китаю, де цього разу спробував себе у роботі з місецвими клубними командами, працював з «Чунцін Ліфань», ««Шеньян Чжунцзе» та «Тяньцзінь Теда». Головним тренером останньої команди Арі Ган був з 2014 по 2015 рік.

## Досягнення

### Як гравця
- Чемпіон Нідерландів:

«Аякс»: 1969-70, 1971-72, 1972-73
- Володар Кубка Нідерландів:

«Аякс»: 1969-70, 1970-71, 1971-72
- Володар Кубка Бельгії:

«Андерлехт»: 1975-76
- Чемпіон Бельгії:

«Андерлехт»: 1980-81
«Стандард» (Льєж): 1981-82, 1982-83
- Володар Суперкубка Бельгії:

«Стандард» (Льєж): 1981
- Володар Кубка чемпіонів УЄФА:

«Аякс»: 1970-71, 1971-72, 1972-73
- Володар Міжконтинентального кубка:

«Аякс»: 1972
- Володар Суперкубка Європи:

«Аякс»: 1972, 1973
«Андерлехт»: 1976, 1978
- Володар Кубка Кубків УЄФА:

«Андерлехт»: 1975-76, 1977-78
- Віце-чемпіон світу: 1974, 1978

### Як тренера
- Чемпіон Бельгії:

«Андерлехт»: 1986-87
- Володар Кубка Бельгії:

«Стандард» (Льєж): 1992-93
- Володар Кубка Кіпру:

«Омонія»: 1999-2000
- Срібний призер Кубка Азії: 2004